# 100 años
"100 años" é uma canção da dupla americana de música pop Ha*Ash e do artista Prince Royce. Foi lançado pela Sony Music Latin em 13 de outubro de 2017 como single. É o primeiro single do seu álbum de estúdio 30 de febrero (2017).

## Composição e desempenho comercial
"Sé que te vas" foi escrito por Ashley Grace, Hanna Nicole, Prince Royce e Erika Ender, enquanto Hanna e Matt Rad produziu a música. A colaboração surgiu pela ideia de Hanna, que gostava da ideia de ouvir a voz do príncipe Royce na música, o dueto mandou para ele e ele aceitou.
"100 años" foi lançado pela Sony Music Latin em 13 de outubro de 2017, sendo depois de 12 anos, o primeiro single que eles lançam que lida com amor e não falta de amor, "Pela primeira vez não é uma canção de despeito. O single fosse colocado no dia de seu lançamento como #1 do iTunes e entrou no # 2 no 50 Viral do Spotify no México e no # 1 nas paradas mexicanas. A música obteve a certificação de ouro, platina, e ouro mais platina no México, disco de ouro nos Estados Unidos e disco duplo de platina no Peru.

## Vídeo musical
O videoclipe de "100 años" foi lançado em 20 de outubro de 2017. Foi dirigido por Pablo Croce e filmado na Miami, Estados Unidos.

### Versão ao vivo
O videoclipe gravado para o álbum ao vivo En vivo, foi lançado em 6 de  dezembro  de 2019. O vídeo foi filmado em Auditório Nacional em Cidade do México, no dia 11 de novembro de 2018.

## Desempenho nas tabelas musicais
| Tabela musical (2017)              | Maior posição |
| ---------------------------------- | ------------- |
| Estados Unidos - (Hot Latin Songs) | 54            |
| Estados Unidos - (Latin Pop Songs) | 50            |
| Estados Unidos - (Latin Airplay)   | 24            |
| México - (Mexico Espanol Airplay)  | 1             |
| México - (Mexico Airplay)          | 3             |
| México - (Monitor Latino)          | 1             |

| Tabela musical (2017)     | Posição |
| ------------------------- | ------- |
| México - (Monitor Latino) | 57      |

| Tabela musical (2018)     | Posição |
| ------------------------- | ------- |
| México - (Monitor Latino) | 35      |

## Vendas e certificações
| Região                                                                                       | Certificação | Vendas/distribuição |
| -------------------------------------------------------------------------------------------- | ------------ | ------------------- |
| México (AMPROFON)                                                                            | 4× Platina   | 240,000 ^           |
| Peru (UNIMPRO)                                                                               | 2× Platina   | 20,000 ^            |
| *vendas baseadas apenas na certificação ‡dados de streaming baseados somente em certificação |              |                     |

## Histórico de lançamento
| Região       | Data                  | Formato          | Gravadora        | Ref.  |
| ------------ | --------------------- | ---------------- | ---------------- | ----- |
| Mundialmente | 13 de outubro de 2017 | Digital download | Sony Music Latin | [ 2 ] |